# Bocce ai XVI Giochi del Mediterraneo
I tornei di Bocce ai XVI Giochi del Mediterraneo si sono svolti presso lo Stadio Flacco di Pescara, una struttura della capacità di 2000 spettatori, situata a circa 16 km dal Villaggio Mediterraneo dove risiedono gli atleti. Il programma ha previsto l'assegnazione di un totale di 10 medaglie d'oro nelle tre diverse specialità dello sport:
- Pétanque (doppio)
- Volo (tiro progressivo e di precisione)
- Raffa (individuale e doppio)

Per ciascuna delle specialità ogni Paese può iscrivere due atleti uomini e due donne.

## Calendario
Le gare seguiranno il seguente calendario:
| ● | Competizioni | ● | Finali |

| Giugno/Luglio |    |    |    |    |    |    |    |    |    |
| 26            | 27 | 28 | 29 | 30 | 01 | 02 | 03 | 04 | 05 |
|               |    | ●  | ●  | ●  | ●  | ●  | ●  |    |    |

## Risultati

### Uomini
| Evento             | Oro                                     | Argento                                  | Bronzo                                |
| Petanque           |                                         |                                          |                                       |
| Doppio             | Italia Fabrizio Bottero Fabio Dutto     | Francia Philippe Quintais Pascal Milei   | Tunisia Taieb Arbi Sami Atallah       |
| Volo               |                                         |                                          |                                       |
| Tiro Progressivo   | Fabien Amar                             | Ales Borcnik                             | Abdelkrim Makhloufi                   |
| Tiro di Precisione | Miroslav Petkovic                       | Khaled Zobeidi                           | Patrick Alcaraz                       |
| Raffa              |                                         |                                          |                                       |
| Individuale        | Emiliano Benedetti                      | Matteo Albani                            | Caner Makara                          |
| Doppio             | Italia Alfonso Nanni Emiliano Benedetti | San Marino Guerrino Albani Matteo Albani | Turchia Caner Makara Sinasi Seleciler |

### Donne
| Evento             | Oro                                        | Argento                                            | Bronzo                                  |
| Petanque           |                                            |                                                    |                                         |
| Doppio             | Tunisia Mouna El Beji Nadia Ben Abdesselem | Spagna Rosario Ines Lizon Yolanda Matarranz Criado | Francia Angelique Papon Florence Schopp |
| Volo               |                                            |                                                    |                                         |
| Tiro Progressivo   | Laurence Essertel                          | Petra Pivk                                         | Ilenia Pasin                            |
| Tiro di Precisione | Chiara Botteon                             | Kumartaslioglu Ilke                                | Sonia Bruniaux                          |
| Raffa              |                                            |                                                    |                                         |
| Individuale        | Germana Cantarini                          | Anna Maria Ciucci                                  | Rukiye Yuksel                           |
| Doppio             | Italia Germana Cantarini Sefora Corti      | Turchia Rukiye Yuksel Deniz Demir                  | Croazia Ana Sundov Gordana Dagelic      |

## Medagliere
| Posizione | Paese      |    |    |    | Totale |
| --------- | ---------- | -- | -- | -- | ------ |
| 1         | Italia     | 6  | 0  | 1  | 7      |
| 2         | Francia    | 2  | 1  | 3  | 6      |
| 3         | Tunisia    | 1  | 0  | 1  | 2      |
| 4         | Montenegro | 1  | 0  | 0  | 1      |
| 5         | San Marino | 0  | 3  | 0  | 3      |
| 6         | Turchia    | 0  | 2  | 3  | 5      |
| 7         | Slovenia   | 0  | 2  | 0  | 1      |
| 8         | Algeria    | 0  | 1  | 1  | 2      |
| 9         | Spagna     | 0  | 1  | 0  | 1      |
| 10        | Croazia    | 0  | 0  | 1  | 1      |
| Totale    | Totale     | 10 | 10 | 10 | 30     |